# Who’s That Girl? (singel Eurythmics)
Who’s That Girl? – singel brytyjskiego duetu Eurythmics, wydany w 1983 roku.

## Ogólne informacje
Piosenka jest pierwszym singlem z trzeciego albumu zespołu, Touch. Okazała się dużym hitem, zajęła miejsce 3. w Wielkiej Brytanii i 5. w Irlandii. Na stronie B singla wydano nagrania „You Take Some Lentils... And You Take Some Rice” oraz „ABC (Freeform)”. W USA wydana została dopiero w kwietniu 1984, jako drugi singel promujący tę płytę (pierwszym w tym kraju był „Here Comes the Rain Again”) i dotarła zaledwie do 21. pozycji na Billboard Hot 100.

## Teledysk
W teledysku do piosenki Annie Lennox występuje przebrana za kobietę, jak i mężczyznę. W wideoklipie tym na krótko pojawia się też Siobhan Fahey, wokalistka grup Bananarama i Shakespear’s Sister, a także przyszła żona Dave’a Stewarta. Teledysk wyreżyserował Duncan Gibbins.

## Pozycje na listach przebojów
| Kraj              | Pozycja |
| ----------------- | ------- |
| Wielka Brytania   | 3       |
| Stany Zjednoczone | 21      |
| Kanada            | 15      |
| Irlandia          | 5       |
| Niemcy            | 19      |
| Holandia          | 30      |
| Szwecja           | 14      |
| Australia         | 20      |
| Nowa Zelandia     | 13      |